# میگماتیت

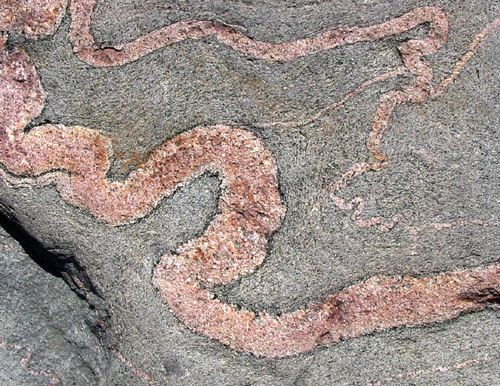
چین‌خوردگی پیگماتیک در سنگ میگماتیت، استونی.

میگماتیت (انگلیسی: Migmatite) نوعی سنگ است که از ترکیب سنگ آذرین و سنگ دگرگونی پدید می‌آید. میگماتیت زمانی تشکیل می‌شود که بخشی از یک سنگ دگرگونی مانند گنیس ذوب شده و سپس با تبلور دوباره به سنگ آذرین تبدیل شده و ترکیبی از بخش ذوب‌نشده سنگ دگرگونی و سنگ آذرین متبلور شده را پدید می‌آورد.
میگماتیت طی فرایند دگرگونی و تحت شرایط دمای بسیار زیاد و با ذوب بخشی از سنگ‌های موجود شکل می‌گیرد. میگماتیت‌ها از سنگ کاملاً مذاب متبلور نمی‌شوند و عموماً نتیجه واکنش سنگ‌های سخت و یک‌پارچه نیستند. به طور کلی میگماتیت همراه با سنگ‌های به‌شدت تغییریافته که نشان‌دهنده سطح پایه کوه‌های فرسایش‌یافته به‌ویژه در کراتون‌های پرکامبرین تشکیل می‌شود.
میگماتیت اغلب به شکل آذرین‌تیغه‌های به‌شدت چین‌‌خورده و نامتناجس و محکم، رگه‌های روشن سنگ خارا، آمفیبول‌های تیره‌رنگ و بیوتیت‌های غنی از مواد معدنی یافت می‌شود. 